# Vanwall Cars
Vanwall Cars er en lille engelsk producent af sportsvogne. Navnet er lånt fra formel 1-konstruktøren Vanwall; men der er ingen ejermæssig eller historisk sammenhæng mellem de to firmaer. Vanwall Cars har simpelthen fået lov til at bruge navnet af det firma, som i dag ejer rettighederne til det.
Vanwall Cars har foreløbig udviklet Vanwall GPR V12, som temmelig meget ligner den Vanwall, der vandt verdensmesterskabet for konstruktører i 1958. En tosædet udgave er planlagt.

## Ekstern henvisning
- Vanwall Cars

| Firma | Spire Denne artikel om et firma eller en virksomhed i Storbritannien er en spire som bør udbygges. Du er velkommen til at hjælpe Wikipedia ved at udvide den. |